# Raphaël Lonné
 (juin 2013).
Si vous disposez d'ouvrages ou d'articles de référence ou si vous connaissez des sites web de qualité traitant du thème abordé ici, merci de compléter l'article en donnant les références utiles à sa vérifiabilité et en les liant à la section « Notes et références ».
Raphaël Lonné, né le 4 mai 1910 à Montfort-en-Chalosse (Landes) et mort le 12 novembre 1989 à Bordeaux, est un peintre autodidacte français. Initiée, selon ses dires, par une séance de spiritisme, son œuvre est intuitive et visionnaire, et est surtout représentée et exposée dans les milieux de l'art brut.

## Biographie
Raphaël Lonné naît le 4 mai 1910 à Montfort-en-Chalosse, dans les Landes, quatrième enfant d'une famille de métayers. Forcé à quitter les études à douze ans, il est facteur dans son village, puis il part à Bordeaux en 1937, où il travaille en tant que receveur de tramway, concierge-chauffeur, puis homme de peine à l'Hôpital des enfants. De nature sensible, Lonné aime aussi à composer des poèmes, participer à des formations musicales, et fait même un peu de théâtre. Durant la guerre, il est contraint de louer ses services dans des fermes pour échapper au STO. En 1946, il trouve un poste de facteur auxiliaire à Biscarrosse, qu'il occupe pendant 20 ans.
Puis vient une soirée d'avril 1950 où des voisins le convient à une séance de spiritisme, ce qu'il accepte. Durant cette séance, Lonné ressent alors le besoin d'écrire, et se met à griffonner sur du papier. Il en surgit des silhouettes étranges, mi-animales, mi-humaines : il vient de découvrir les potientialités créatrices qui sommeillent en lui, et qui ne le quitteront plus[réf. nécessaire]. Encouragé par son entourage, et en dehors de tout contexte spirite, il va réaliser quantité d'œuvres durant les 36 années suivantes, alternant d'intenses périodes créatives et de repos. Offrant ses œuvres à des parents, amis ou connaissances, Raphaël Lonné acquiert d'abord une renommée locale, puis est repéré par le docteur Gaston Ferdière qui le signale à Jean Dubuffet en 1963. Ce dernier, enthousiaste, acquerra plus de 450 dessins de Lonné pour sa collection d'art brut, et entretiendra une correspondance suivie avec l'artiste.
À partir de 1971, le succès est au rendez-vous, avec des expositions à Bordeaux, Dax, Biarritz et Paris. Répugnant jusque-là à faire commerce de son travail, il s'y résout, ce qui lui permet d'acquérir une maison sur le bassin d'Arcachon, où il se retire avec sa femme Cyprienne en 1973 (entretemps, ayant pris sa retraite de facteur en 1966, il travaille comme gardien de propriété, puis comme employé de maison). Raphaël Lonné s'éteint le 12 novembre 1989 à Bordeaux[réf. nécessaire].

## Son œuvre
Partant d'un coin de la feuille, il travaille dans un état de transe et laisse la main faire, improvisant un jeu libre de formes mi-végétales, mi-minérales parsemées de visages, de gauche à droite et de haut en bas. Il développe ainsi une manière intuitive de création proche de l'écriture automatique, et qu'il désigne lui-même comme étant une forme de « poésie picturale »[réf. nécessaire].
Débutant avec le stylo à bille, le crayon ou l'encre de chine (et donc en noir et blanc), il expérimente peu à peu de nombreuses techniques, introduisant la couleur et des effets : gouache, feutres, laques, vernis à alcool... Au fil du temps son œuvre devient de plus en plus abstraite.

## Lieux d'exposition permanente
- Collection de l'art brut - Lausanne
- Lille Métropole Musée d'art moderne, d'art contemporain et d'art brut (LaM) - Collection l'Aracine